# هیلکرست، بروم شهرستان، نیویورک
هیلکرست (به انگلیسی: Hillcrest) یک منطقهٔ مسکونی در ایالات متحده آمریکا است که در شهرستان بروم، نیویورک واقع شده‌است. هیلکرست ۲٬۶۸۰ نفر جمعیت دارد.